# Dendrobium rhipidolobum
Dendrobium rhipidolobum är en orkidéart som beskrevs av Rudolf Schlechter. Dendrobium rhipidolobum ingår i släktet Dendrobium, och familjen orkidéer. Inga underarter finns listade i Catalogue of Life.